# 黃鍾 (天順進士)
黃鍾（1421年—？年），字孟陽，湖廣省永州府道州寧遠縣人，明朝政治人物。

## 生平
天順元年丁丑科第三甲第一百九十二名進士。